# Kristian Martin Eckhoff
Kristian Martin Eckhoff, född 1850, död 1914, var en norsk präst.
Eckhoff var fängelsepräst i Kristiania. Eckhoff var en av de ledande krafterna såväl inom de kristliga ungdomsrörelsen i Norge som vid de nordiska studentmötena med kristligt program och en av stiftarna av Kristliga studentvärldsförbundet.